# Johnson’s Whacks
Johnson’s Whacks —  студийный альбом The Jimmy Johnson Band, группы Джимми Джонсона, выпущенный в 1979 году. Песня «I Need Some Easy Money» из этого альбома является лауреатом 1st National Blues Music Awards 1980 года в номинации «Песня года»; сам альбом на той же церемонии номинировался на звание лучшего альбома современного блюза .

## Об альбоме
Альбом записывался в Чикаго в Sound Studios 12 октября 1978 и 13 февраля 1979 года, это был первый альбом Джимми Джонсона, выпущенный на Delmark, и это был первый альбом для компании, на конверте которого она напечатала тексты песен .
Автором всех песен, за исключением двух каверов, заявлена группа группы Джимми Джонсона The Jimmy Johnson Band. Сам Джонсон сказал, что кое-что писал в том числе в сотрудничестве с продюсером Стивом Томашевски «Я на самом деле реализовал все только свои идеи…Я также реализовал часть его идей, потому что мне нравится сотрудничать» .
«I Need Some Easy Money», признанная в 1980 году лучшей блюзовой песней года на первой церемонии Blues Music Awards, и «Ashes In My Ashtray», два самых ярких трека сета, продемонстрировали мастерство Джимми в страстном минорном блюзе. «Я слышу много людей старого времени, они поют минор а играют мажор…Мне так просто показалось лучше — я собираюсь петь минор, так почему бы просто не смягчить эту терцию и не сделать этот аккорд минорным?»  . Обе эти песни были выпущены синглом.
Роберт Палмер в Rolling Stone отозвался об альбоме как «Просто сокрушительно». По словам соредактора Living Blues Джима О'Нила о Джонсоне в связи с выходом этого альбома: «он один из самых впечатляющих певцов и гитаристов современного чикагского блюза, прогрессивный стилист, сочетающий техническую профессиональность с возвышенным вокалом в стиле госпел» 
Обозреватель Билл Даль сказал: «Необычное остроумие пронизывает тексты этого разнообразного набора, безусловно, одного из самых интригующих чикагских блюзовых альбомов конца 70-х. Высокий вокал Джонсона особенно проникновенен в страстных „I Need Some Easy Money“ и „Ashes in My Ashtray“, в то время как „The Twelve Bar Blues“ и „Poor Boy’s Dream“ — это оптимистичные записи, которые звучат не так комфортно для гитариста. Джонсону сходит с рук хонки-тонк-кавер кантри-классики „Drivin' Nails in My Coffin“, но его версия „Take Five“ должна была остаться на эстраде» 
Кристофер Телен, музыкальный обозреватель The Daily Vault говорит о слабости альбома в том, что «часть музыки не имеет захватывающей остроты в звучании, заставляя слушателя немного скучать». Он же отмечает возможно излишне «сырой» звук альбома. Вместе с тем, он же говорит что «Джонсон доказывает на Johnson’s Whacks, что он способен играть не только блюз в новом стиле, но и в традиционном, как это можно услышать в песне Джерри Ирби „Drivin' Nails In My Coffin“. А когда дело доходит до демонстрации его способностей на игры на гитаре, „Take Five“ — это самая лучший, просто показательный пример, какой я только могу себе представить». Также обозреватель говорит об отменной работе барабанщика в альбоме: «По иронии судьбы, звезда альбома для моих ушей — не Джонсон. Скорее, это барабанщик Дино Альварез, который демонстрирует некоторые интересные навыки блюзового барабанщика, вплоть до того, что вставляет заполнения, которые я обычно слышу от рок-барабанщиков» .
Роберт Кристгау оценил альбом на B+ (хорошая пластинка, по крайней мере одну из её сторон слушаешь с неослабевающим интересом, но и на второй есть хотя бы один трек), сказав что: «Кузен Сила (Сила Джонсона) был лучше в альбоме Living Chicago Blues Volume I от Alligator Records, но лишь незначительно, и тем более он компенсирует это, демонстрируя неожиданные способности как автор текстов. Надеясь в своих песнях попасть на обложку журнала Living Blues или жалуясь на то, что женщины больше не западают на него, он производит впечатление дерзкого современника. Однако его вокал со временем становятся слабым, а его гитара не может обеспечить экстра-громкость, лишь его группа звучит основательно».

## Список композиций
| №  | Название               | Автор(ы)               | Длительность |
| -- | ---------------------- | ---------------------- | ------------ |
| 1. | «The Twelve Bar Blues» | The Jimmy Johnson Band | 3:43         |
| 2. | «Ashes In My Ashtray»  | The Jimmy Johnson Band | 4:30         |
| 3. | «I Stand Alone»        | The Jimmy Johnson Band | 2:38         |
| 4. | «Slamming Doors»       | The Jimmy Johnson Band | 4:44         |
| 5. | «Take Five»            | Пол Дезмонд            | 4:01         |

| №   | Название                           | Автор(ы)               | Длительность |
| --- | ---------------------------------- | ---------------------- | ------------ |
| 6.  | «Strange How I MIss You»           | The Jimmy Johnson Band | 4:22         |
| 7.  | «Poor Boy's Dream»                 | The Jimmy Johnson Band | 4:33         |
| 8.  | «I Need Some Easy Money»           | The Jimmy Johnson Band | 3:38         |
| 9.  | «Drivin' Nails In My Coffin»       | Джерри Ирби            | 3:35         |
| 10. | «I Gotta Find My BabyJocky Sports» | The Jimmy Johnson Band | 4:32         |

## Участники записи
- Джимми Джонсон  — гитара, вокал, губная гармоника (B2)
- Рико Макфарленд — ритм-гитара
- Айк Андерсон — бас-гитара
- Карл Снайдер — фортепиано
- Дино Альварез — ударные
- Джерри Уилсон  — тенор-саксофон

Производство
- Стиф Томашевски — продюсер, аннотация на обложке
- Билл Бейер — звукооператор
- Джон Наги - микширование
- Джон Элдерсон — фотография